# Пјевеотовиле (Парма)
Пјевеотовиле је насеље у Италији у округу Парма, региону Емилија-Ромања.
Према процени из 2011. у насељу је живело 687 становника. Насеље се налази на надморској висини од 33 м.